# 다닐 포민
다닐 드미트리예비치 포민(러시아어: Дании́л Дми́триевич Фоми́н, 1997년 3월 2일 ~ )은 디나모 모스크바와 러시아 국가대표팀에서 수비형 미드필더로 활약하는 러시아의 프로 축구 선수이다.

## 구단 경력

### 크라스노다르
포민은 2014년 10월 7일, 아르마비르와의 경기에서 크라스노다르-2 소속으로 러시아 세컨드 리그에 데뷔했다. 그는 2016년 9월 21일, 스파르타크 날치크와의 러시아 컵 경기에서 크라스노다르의 주전 선수로 데뷔했다.

### 우파
2019년 6월 26일, 포민은 FC 우파와 계약을 체결했다. 그는 2019년 7월 14일, 우랄 예카테린부르크와의 경기에서 러시아 프리미어리그 데뷔 전을 치렀고, 데뷔 전에서 2-3으로 패한 경기에서 골을 넣었다.

### 디나모 모스크바
2020년 8월 3일, 포민은 디나모 모스크바와 5년 계약을 체결했다.
2022년 5월 29일, 포민은 스파르타크 모스크바와의 2022년 러시아 컵 결승전에서 페널티킥을 추가 시간에 놓쳤는데, 이는 점수를 동점으로 만들었을 것이다. 그 전에 그는 자신의 커리어에서 23번 연속 페널티킥 시도를 성공시켰고, 전체 26번 중 25번을 성공시켰다.
2024년 9월 10일, 포민은 디나모와의 계약을 2029년으로 연장했다.

## 국가대표팀 경력
그는 2019년 11월, 벨기에와 산마리노와의 UEFA 유로 2020 예선 경기에서 처음으로 러시아 국가대표팀에 소집되었다. 그는 2020년 10월 11일, 튀르키예를 상대로 한 UEFA 네이션스리그 경기에서 데뷔 전을 치렀다.
2021년 5월 11일, 그는 UEFA 유로 2020 예비 연장 30인 명단에 포함되었다. 2021년 6월 2일, 그는 최종 명단에 포함되었다. 그는 러시아가 조별 리그에서 탈락하면서 어떤 경기에도 출전하지 못했다.